# Dumitru Hubert
Dumitru Hubert (ur. 3 września 1899 w Bukareszcie, zm. 27 sierpnia 1934 w Braszowie) – rumuński bobsleista, uczestnik Zimowych Igrzysk Olimpijskich w Lake Placid w 1932, pilot wojskowy.

## Bobsleje

### Igrzyska olimpijskie
Dumitru Hubert uczestniczył w Zimowych Igrzyskach Olimpijskich w 1932 w położonym w Stanach Zjednoczonych Lake Placid. Reprezentacja Rumunii, składająca się wyłącznie z bobsleistów, pojechała na tę imprezę dzięki dofinansowaniu z Ministerstwa Wojny. Na olimpiadzie wystąpił zarówno w dwójce jak i w czwórce. W parze z Alexandru Papanem zajął 4. miejsce na 12 startujących. W czwórce reprezentacja Rumunii w składzie Alexandru Papană, Alexandru Ionescu, Ulise Petrescu, Dumitru Hubert zajęła przedostatnie, 6. miejsce. Obie konkurencje wygrali reprezentanci gospodarzy
Były to jedyne igrzyska olimpijskie w karierze tego bobsleisty.

### Mistrzostwa świata
Rok po igrzyskach Dumitru Hubert wraz z Alexandru Papanem zdobył mistrzostwo świata w bobslejowej dwójce w Schreiberhau w Niemczech (obecnie Szklarska Poręba). W 1934 ekipa ta zdobyła brązowy medal.

## Śmierć
Dumitru Hubert zginął 27 sierpnia 1934 roku w katastrofie podczas pokazów lotniczych w Braszowie.